# Le Disciple
Vous lisez un « bon article » labellisé en 2010.
Pour l’article homonyme, voir Le Disciple pour le film de Kirill Serebrennikov.
Ne doit pas être confondu avec Disciple.
Le Disciple est un roman de Paul Bourget (1852 † 1935) paru en 1889, écrit entre septembre 1888 et mai 1889. Roman d'analyse et d'éducation pour les générations nouvelles de l'époque, le chef-d'œuvre de Paul Bourget est aussi un roman à thèse puisque l'écrivain y dénonce la responsabilité du maître à penser et accuse la science moderne de s'être substituée à la religion sans fournir de morale.
Œuvre de transition qui occupe une place centrale dans la production littéraire de Paul Bourget, le livre clôt la période durant laquelle l'écrivain se consacre au roman d'analyse, tout empreint de fine psychologie humaine et d'étude des mœurs, pour annoncer l’avènement du roman à thèse, moraliste et engagé en faveur du catholicisme, puisqu’à partir du Disciple, en 1889, Paul Bourget amorce son retour à la foi pour se convertir définitivement en 1901.
En participant aux deux formes de romans (roman d'analyse et roman à thèse), Le Disciple, roman « hybride », marque également une coupure importante dans la vie sentimentale et sociale du romancier qui, à cette époque, se marie et rompt avec ses amis (les Cahen d'Anvers notamment) et son milieu.

## Genèse du roman

### Affaire Chambige

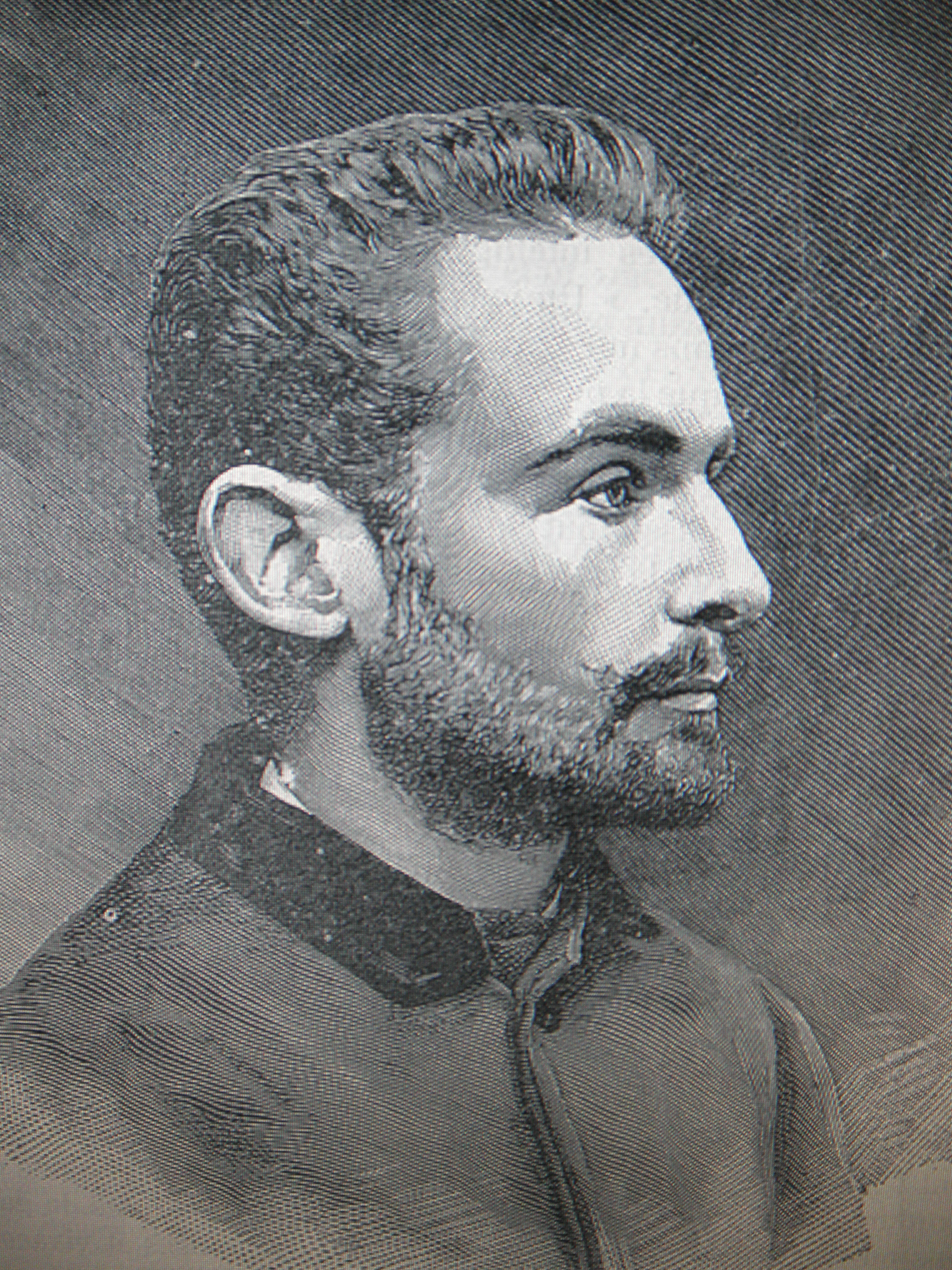
Henri Chambige en 1888 (L'Illustration).

Le 25 janvier 1888, Henri Chambige, étudiant en droit de vingt-deux ans est découvert inanimé, mais en vie, dans une villa de Sidi-Mabrouk, près de Constantine. Deux balles lui ont déchiré la joue. Une femme mariée, de trente ans, gît à ses côtés, la tempe trouée par plusieurs coups de revolver. Inculpé d'assassinat, Chambige déclare qu'ils ont voulu en finir avec la vie. Il l'a donc tuée de sa main et a ensuite tenté de se suicider. Paul Bourget et Henri Chambige se connaissent avant 1888 et l'idée vient à l'écrivain de s'inspirer de ce drame pour en tirer un roman même s'il craint d'y trouver la preuve que les écrivains « à la mode », lui en particulier, contribuent à fausser l'esprit de la jeunesse,. Paul Bourget mène une véritable enquête pour son roman : il consulte les comptes rendus de la presse et les impressions d'audience lors du procès. Le Temps et La Gazette des Tribunaux lui apportent un complément d'information. Le romancier s'appuie également sur les points de vue formulés par certains écrivains et notamment celui de Maurice Barrès qui paraît dans Le Figaro du 11 novembre 1888 : La Sensibilité d'Henri Chambige.
Toute sa vie pourtant Paul Bourget refuse d'admettre qu'il pensait à Chambige lorsqu'il a conçu le personnage de Greslou,. L'écrivain a cependant largement exploité l'affaire de Sidi-Mabrouk et ses emprunts sont tels que le centre de gravité du roman en est déplacé : Adrien Sixte était au départ le titre choisi du futur roman mais très vite, la confession de Greslou/Chambige occupe les trois cinquièmes du volume. Finalement le fait divers que constitue ce drame de cour d'assises se charge de signification au point de « devenir un grand procès de l'intelligence » et le romancier de s'affirmer comme le directeur de conscience des nouvelles générations.
Une autre affaire, la mort mystérieuse de l'archiduc Rodolphe et de sa maîtresse Marie Vetsera, survenue à Mayerling offre quelque ressemblance avec l'affabulation du Disciple. Bourget doit également se défendre d'avoir exploité cette douloureuse histoire dans son roman.

### Contexte politique et crise du boulangisme

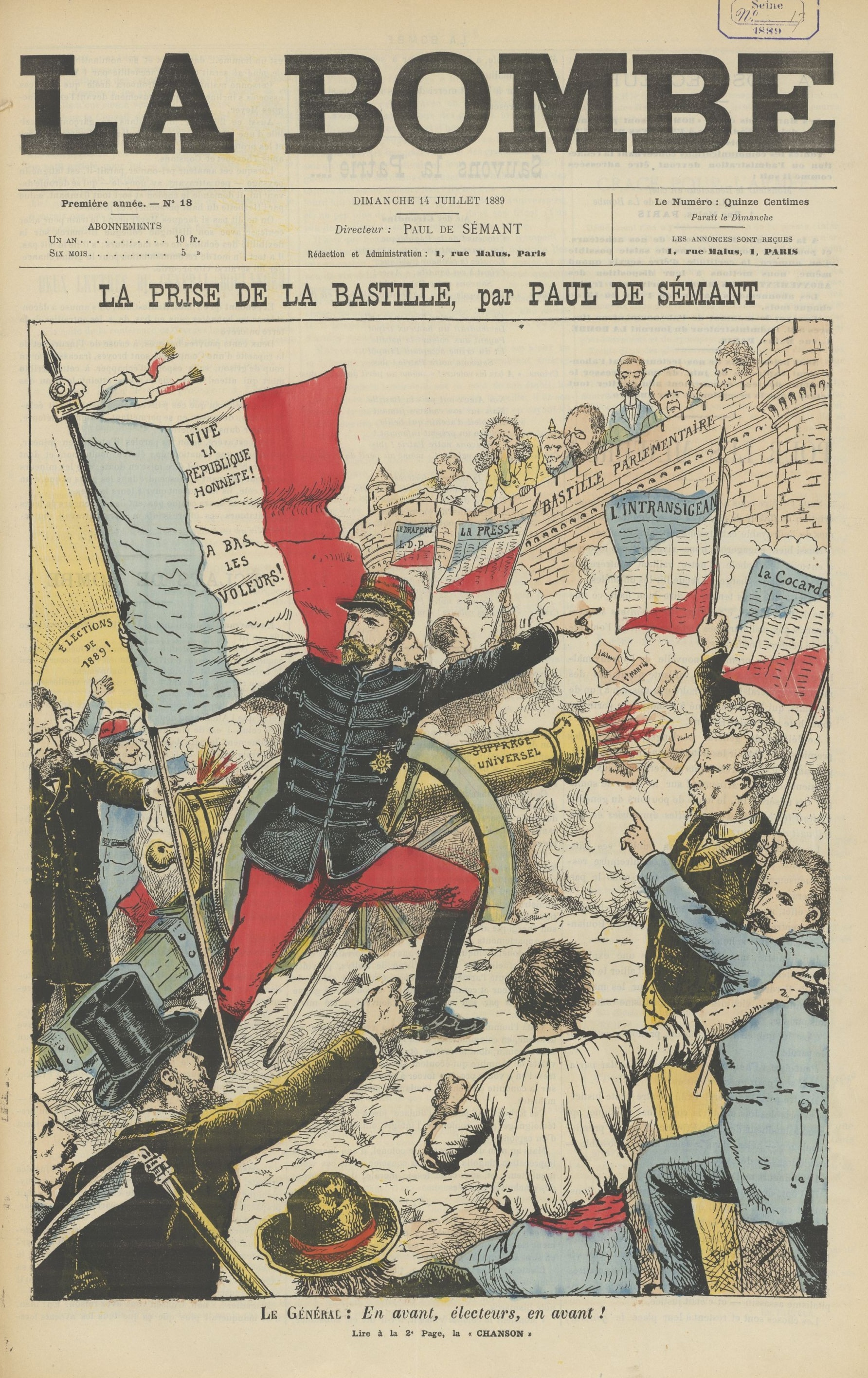
La crise du boulangisme.

En 1887, la Troisième République connaît de dangereux soubresauts et l'hostilité redouble contre le parlementarisme à la suite du scandale Wilson, entraînant la démission de Jules Grévy. Le général Boulanger menace alors de marcher sur Paris. Paul Bourget, qui éprouve une grande hostilité pour les protagonistes des deux camps, méprise autant les républicains que les chefs boulangistes.
Cette situation explique le « pessimisme effrayant » du romancier dont Henry Bordeaux se fait l'écho lorsqu'il brosse le portrait de son ami. Tous ces événements ancrent le romancier dans l'idée que République est synonyme de gâchis et que le suffrage universel conduit à l'aventure. L'éloge de la monarchie transparaît dans le roman, au travers du personnage du comte André de Jussat-Randon. Les romans de Bourget sont souvent des dénonciations de la République. Bourget écrit en effet l'année qui suit la parution du Disciple le roman Un cœur de femme, œuvre dans laquelle son mépris du suffrage universel est à nouveau perceptible.

## Manuscrit

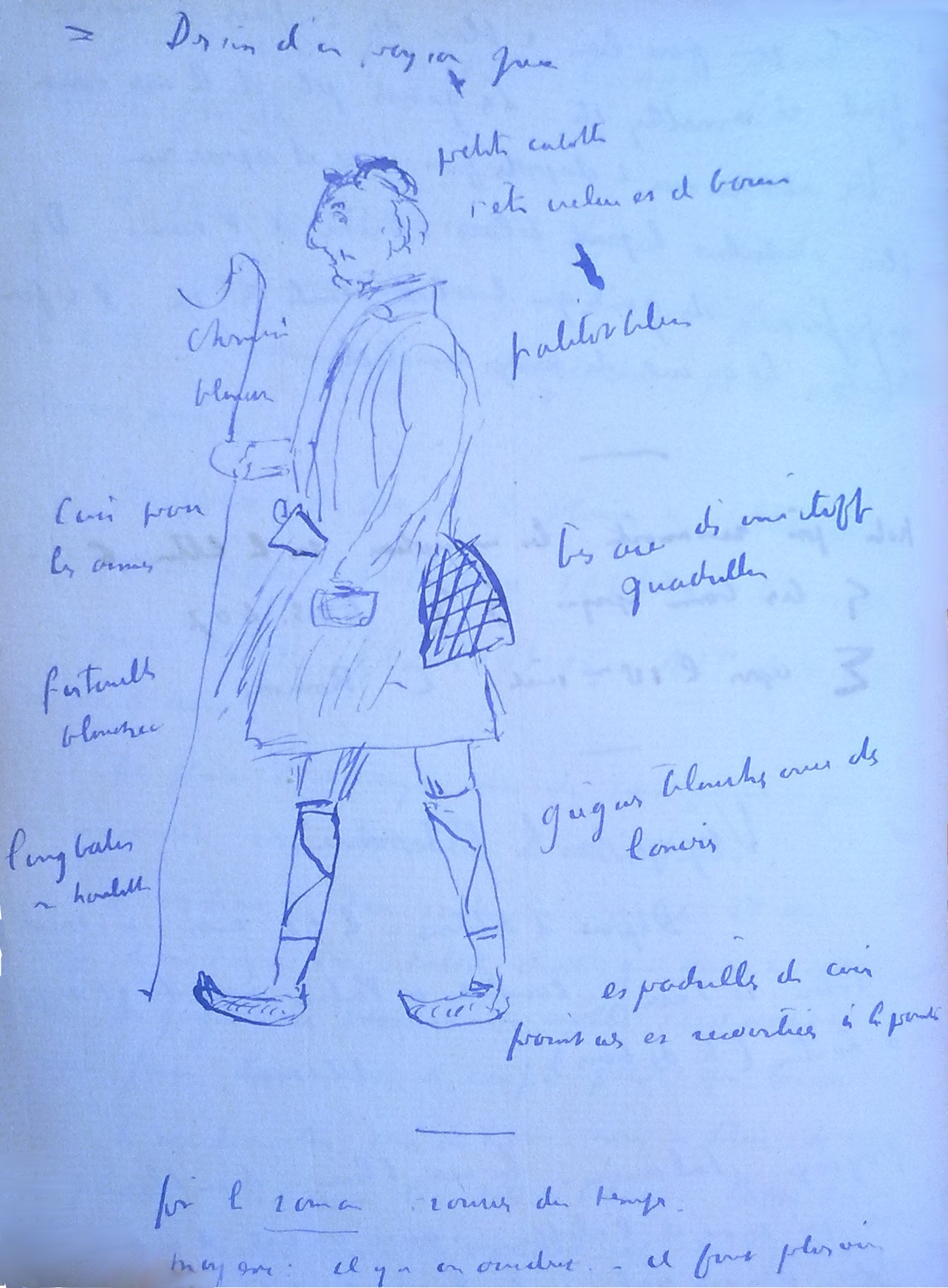
Exemple de croquis par Paul Bourget sur un des manuscrits préparatoires ; ici autoportrait en Grèce.

Le manuscrit du Disciple a longtemps appartenu aux collections de la bibliothèque du marquis du Bourg de Bozas. Ce dernier a été voué à la bibliophilie par un accident biographique : il était en effet l'héritier de l'avocat de Charles Baudelaire et bibliophile lui-même : Gustave Louis Chaix d'Est-Ange. Jusqu'en 1891, l'écrivain donnait d'autre part les manuscrits de ses œuvres à ses connaissances ou à ses amis. Le testament de Paul Bourget interdit la publication de ses inédits et journaux intimes (« Cache ta vie [sic] », disait l'écrivain). Le manuscrit original de cette œuvre majeure est entré à la Bibliothèque nationale de France en 1996 (vente Drouot du 28 novembre 1996) pour compléter le fonds Paul Bourget, entré par donation en 1989 (N.a.f. 19749 – 19771),.
Paul Bourget a inséré dans ce manuscrit (qui est habillé d'une reliure de 31 × 23 cm) les schémas préparatoires, les échafaudages de son roman qui permettent d'en faciliter sa critique génétique ; ce sont des plans et des « anatomies » explique l'écrivain. Ce premier jet était écrit pour la Nouvelle Revue et comporte donc des parties plutôt que des chapitres. Les plans et anatomies nous renseignent sur les personnages ; un inventaire de leurs traits moraux apparaît. Bourget n'a cependant pas l'imagination des formes ; comme il craint de ne pas « voir » ses personnages, il dessine leur profil sur des feuillets isolés. Pour la dernière scène du Disciple, très technique puisqu'il s'agit de la description d'un incident de séance au cours de la procédure, il écrit en présence d'un substitut pour éviter toute erreur de procédure.

## Résumé

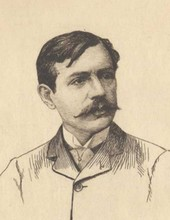
Paul Bourget en 1880, eau-forte par Robert Kastor.

En 1885, le philosophe Adrien Sixte reçoit la visite d'un jeune homme de vingt ans, Robert Greslou, qui lui soumet un manuscrit d'une grande qualité. Enthousiaste dans un premier temps de l'athéisme du psychologue déterministe Sixte, Robert Greslou part en Auvergne occuper un poste de précepteur chez le marquis de Jussat-Randon et tente une application de la méthode expérimentale de son maître sur Charlotte de Jussat, jeune vierge de la noblesse auvergnate.
Deux ans plus tard, la fille du marquis, éprise du jeune homme, se rendant compte que cette liaison était pour le jeune précepteur une expérience scientifique dénuée d'amour sincère, se suicide avec la fiole de poison achetée par son amant. Robert Greslou est accusé du meurtre puis emprisonné. Ce dernier garde le silence et ne se défend pas de l'accusation portée contre lui. Depuis sa cellule, il écrit à Adrien Sixte une longue confession qui, sous forme d'analepse, constitue la première partie du roman. Le penseur est convoqué chez le juge qui se demande dans quelle mesure l'influence du philosophe a pu détruire le sens moral de son disciple.
Un premier réflexe conduit Adrien Sixte à s'absoudre mais en parcourant la confession de son disciple, il finit par reconnaître que le jeune étudiant a bien trouvé dans ses œuvres les raisons qui l'ont conduit à agir ainsi. Greslou, souhaitant offrir réparation au frère de Charlotte, se précipite vers lui mais le comte André de Jussat, obéissant à la morale de l'honneur, exécute le jeune étudiant.

## Personnages

### Adrien Sixte
Adrien Sixte, à la fois penseur, savant et moniste conteste, comme Taine, l'existence de la matière. C'est aussi un psychologue, émule de Théodule Ribot qui emprunte également à Émile Littré puisque le vieux philosophe Sixte ne vit que pour ses idées, refusant toute compromission religieuse. Mais il est honnête et reconnaît devant le juge d'instruction que ses écrits ont pu influencer Greslou dans sa décision tragique. Il revient à la religion dans la dernière page du récit.

### Robert Greslou
Robert Greslou, disciple d'Adrien Sixte, est le personnage central du roman. C'est un jeune intellectuel dépravé, qui a perdu la foi et qui s'est converti aux théories déterministes. Paul Bourget veut le disqualifier aux yeux d'une certaine jeunesse. Il a fait naître en Charlotte l'amour puis le vertige de la destruction. Il est lucide et tourne en dérision les valeurs morales et sociales, le Bien, le Mal, la Patrie, la Justice. Ses maîtres sont Alfred de Musset qui a tué le Christ en lui ou Stendhal qui lui a proposé l'exemple inquiétant de Julien Sorel et même Spinoza qui a fourni aux mauvais penchants de Greslou une justification inquiétante.

### Comte André de Jussat
Le frère de Charlotte de Jussat est un officier de cavalerie, noble, royaliste et catholique. À l'occasion du drame, Robert Greslou change de maître et, abandonnant le sien, Adrien Sixte, athée et déterministe, se tourne vers le capitaine de cavalerie, censé être un modèle de vertu, d'honneur et de droiture.

## Technique littéraire

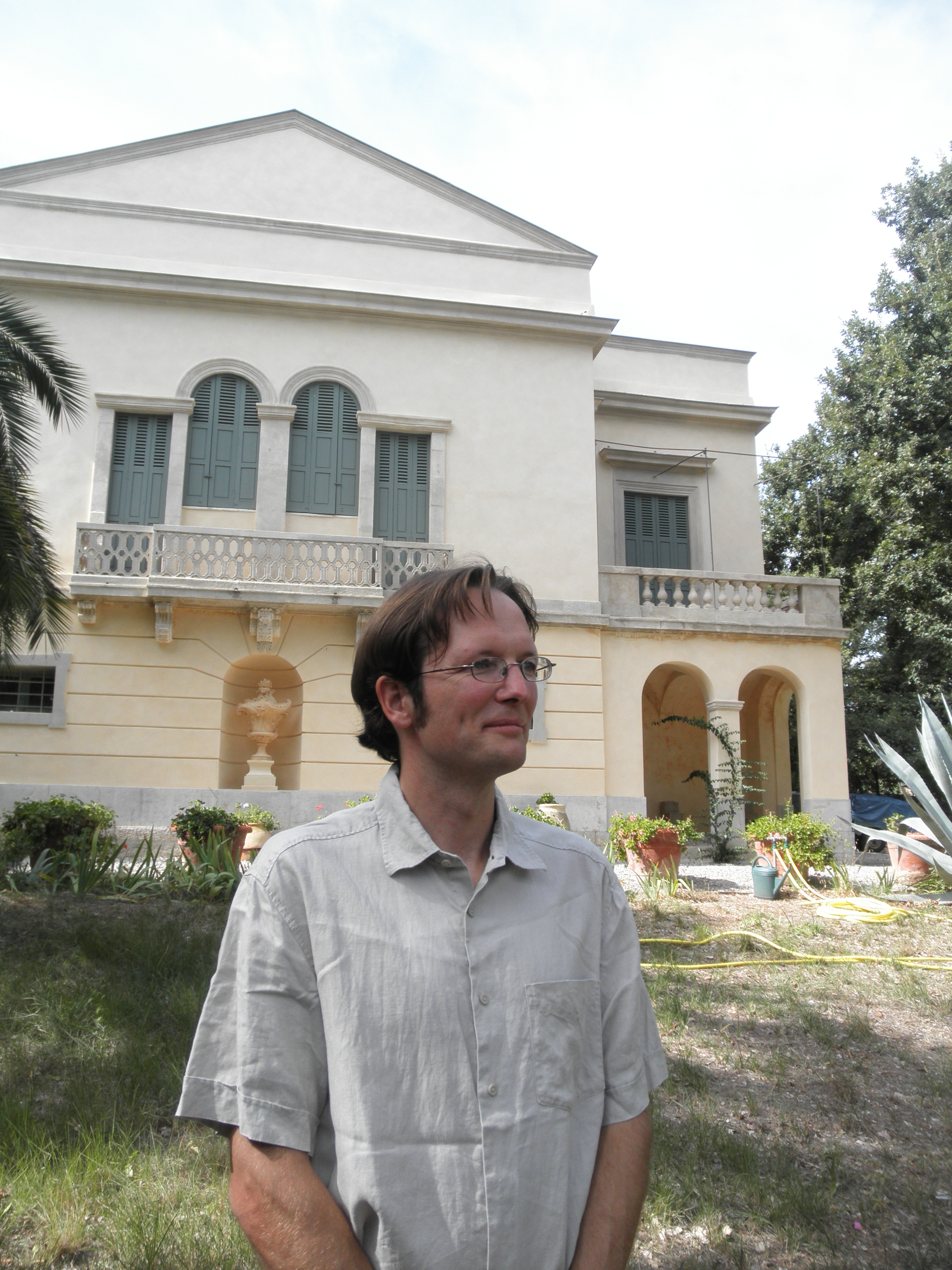
Richard Hibbitt, chercheur et universitaire britannique, au Plantier de Costebelle, la maison hyéroise de l'écrivain Paul Bourget, en septembre 2010.

Dans le débat sur la définition du roman qui oppose, au début du XXe siècle, Paul Bourget à Albert Thibaudet, l'auteur du Disciple défend l'idée du schéma du roman français traditionnel, c'est-à-dire d'une œuvre qui raconte une histoire, une intrigue, et dans laquelle chaque passage concourt au dénouement final avec « une rare aptitude à pénétrer la pensée d'autrui ». Dans cette suite d'épisodes qui a pour but d'acheminer l'histoire vers sa conclusion, les personnages « sont des exemples habilement choisis » et mobilisés pour la démonstration finale.
Cependant, des nuances doivent être apportées à ce modèle de roman comme démonstration intellectuelle. En effet, bien que Le Disciple soit un roman édifiant qui nous renseigne sur les dangers de la pensée des maîtres, Paul Bourget utilise adroitement le suspense narratif, et, en dépit de ses tendances didactiques, est un conteur « remarquable et un maître incontestable de l'intrigue ». Cet état de fait permet à cette œuvre d'être « un roman divertissant » selon le terme de Richard Hibbitt qui estime que cette dualité entre un roman démonstratif, édifiant et un roman passionnant (la mort de Greslou est une intrigue passionnante) et divertissant, est due à l'influence d'Honoré de Balzac. Dans ses Nouvelles Pages de critique et de doctrine, l'auteur du Disciple précise l'importance de cette « hybridité du roman » qui est due à la combinaison de plusieurs éléments, tels que l'histoire, les mœurs, les passions et la psychologie : « Dans tous ses récits, ces deux éléments contradictoires : la frénésie de la sensibilité et la rigueur du penseur scientifique, s'amalgament, très naturellement, semble-t-il. Son génie d'ailleurs n'était-il pas aussi un hybride, tout composé de facultés inconciliables ? »
La technique littéraire, empruntée au roman balzacien, laisse donc une place certaine à l'histoire tout en développant le motif « romanesque » de la force de la passion (qui est l'objet de l'étude de Greslou). Cette dualité se retrouve en effet jusque dans les personnages du récit : le premier travail de Robert Greslou, qui lui vaut l'estime d'Adrien Sixte, est un manuscrit qui porte comme titre Contribution à la multiplicité du Moi. Dans ses méditations, Sixte se demande si Greslou n'avait pas un sentiment obscur, s'il ne portait pas en lui deux états, deux êtres enfin.

## Thèmes développés dans l'œuvre

### Éducation des générations nouvelles par le roman d'analyse
Le Disciple est précédé d'une longue préface aux accents nationalistes, adressée à la jeunesse : « jeune homme de mon pays, à toi que je connais si bien (et dont je ne connais rien) sinon que tu as plus de dix-huit ans et moins de vingt-cinq, et que tu vas, cherchant dans nos volumes, à nous tes aînés, des réponses aux questions qui te tourmentent ». Bourget continue son adresse : « Et des réponses ainsi rencontrées dans ces volumes dépend un peu de ta vie morale, un peu de ton âme ; — et ta vie morale, c'est la vie morale de la France même ; ton âme, c'est son âme ». Paul Bourget invite, dans cette préface, le jeune homme de 1889 à méditer l'aventure de Greslou. Il supplie la jeunesse « de travailler au relèvement de la patrie naguère abaissée ».

### Responsabilité du maître à penser par le roman à thèse

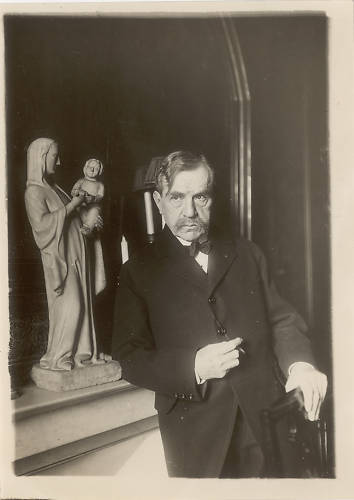
Paul Bourget, vers 1920.

C'est peu après Physiologie de l'amour moderne, en 1889, dans le roman Le Disciple, que Paul Bourget met les préoccupations morales au premier plan. Il y développe la question de la responsabilité, notamment celle de l'écrivain ou du philosophe, responsable des conséquences de ses écrits. « Peu d'ouvrages de cette nature, note Victor Giraud, contemporain de Paul Bourget, ont eu sur les esprits, sur les âmes et sur les consciences mêmes, pareille action, ont déterminé pareil ébranlement ». Selon Jean-Christophe Coulot, « construit selon une rigoureuse progression dramatique, ce roman illustre la préoccupation de Bourget devant le mal, à travers la responsabilité d'une œuvre philosophique sur l'esprit d'un jeune étudiant ». Il ajoute que ce roman constitue plus de « deux cents pages de psychologie expérimentale menée avec méthode ».
Notons cependant que si Le Disciple est considéré comme le premier roman du « deuxième » Paul Bourget, il avait déjà, dans Mensonges (1887), et à travers les propos qu'il prête à l'un de ses personnages, l'abbé Taconet, introduit les notions de responsabilité des guides de la pensée humaine, de supériorité de l'action, de salut par la pitié et par la foi. Avec ce roman, Paul Bourget, un des « fils de Taine entre science et morale », accomplit l'essentiel de la réinterprétation spiritualiste du positivisme et dont la figure dans le roman est le philosophe Adrien Sixte, le maître à penser du disciple, Robert Greslou. Le parcours tragique de ce dernier, jeune étudiant précepteur chez le marquis de Jussat — qui devient meurtrier — traverse toute l'œuvre. Ce jeune disciple, issu d'un milieu modeste, et donc incapable de maîtriser le savoir abstrait du savant révéré, se veut la démonstration du nécessaire rejet de la figure du savant prophétique au nom d'un « paradigme de la responsabilité ». « L'écrivain ne peut se placer hors de l'ordre social » nous explique George Steiner qui livre également une analyse du Disciple dans le contexte de la responsabilité morale des maîtres et des professeurs en général en développant la notion d'« abus intellectuel ».

### Réconciliation de la science et de la religion

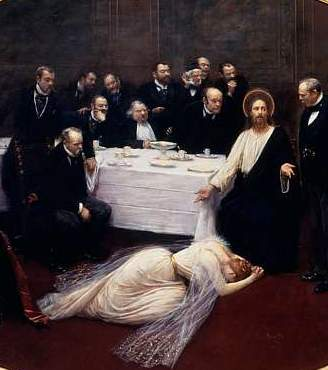
La Madeleine chez le pharisien par Jean Béraud, 1891 (Ernest Renan est au centre).

La science du vieux savant Adrien Sixte, qui emprunte aussi au personnage du positiviste Ernest Renan, n'est pas coupable mais elle est insuffisante parce qu'elle ne parvient pas à étendre sa compétence « jusqu'aux extrêmes limites de la morale ». Le salut n'est donc pas dans la science mais dans une interprétation optimiste de l'Inconnaissable.
Le 1er novembre 1888, Bourget se propose d'établir dans Le Disciple cette vérité : « Pour toucher à la vie morale il faut Dieu. Mettre dans ce mot de Dieu, ce que j'y vois et y sens : la croyance que ce monde obscur a un sens analogue à notre âme ». Le romancier dénonce donc les dangers d'un positivisme étroit dont les négations menacent l'âme ; il se fait donc le défenseur du sentiment religieux.
Un tableau de Jean Béraud illustre le conflit qui oppose à cette période science et religion en mettant en scène, au cours d'un dîner mondain, des personnalités parisiennes attablées avec le Christ : représenté sous les traits de Simon le pharisien, Renan, le vieil adversaire de l'Église et ses confrères positivistes, observant la Madeleine prosternée, doutent de l'enseignement du Christ (ci-contre). Pareillement, Adrien Sixte, défenseur d'une psychologie déterministe et négateur systématique, atterré par la conscience de sa responsabilité dans le drame qui aboutit à la mort de Charlotte de Jussat se confond finalement en prière.
Mais Paul Bourget ne sacrifie pas pour autant la science à la religion. Il cantonne la première dans le domaine du connaissable, la seconde dans celui de l'Inconnaissable. Cette notion d'« Inconnaissable » est l'aboutissement de dix années de réflexion pour le romancier qui, dès 1880, a lu l'ouvrage d'Herbert Spencer, Premiers Principes, dans lequel la distinction entre connaissable et Inconnaissable s'y trouve exposée et notamment la manière de concilier la connaissance positive avec un certain mysticisme. Cette dualité chez Bourget ne renie donc pas la science au seul profit de la religion car se heurtent dans ce roman les deux natures du romancier, « son esprit, formé par la science et son âme, formée par la foi ».

## Réception de l'œuvre

### Événement littéraire

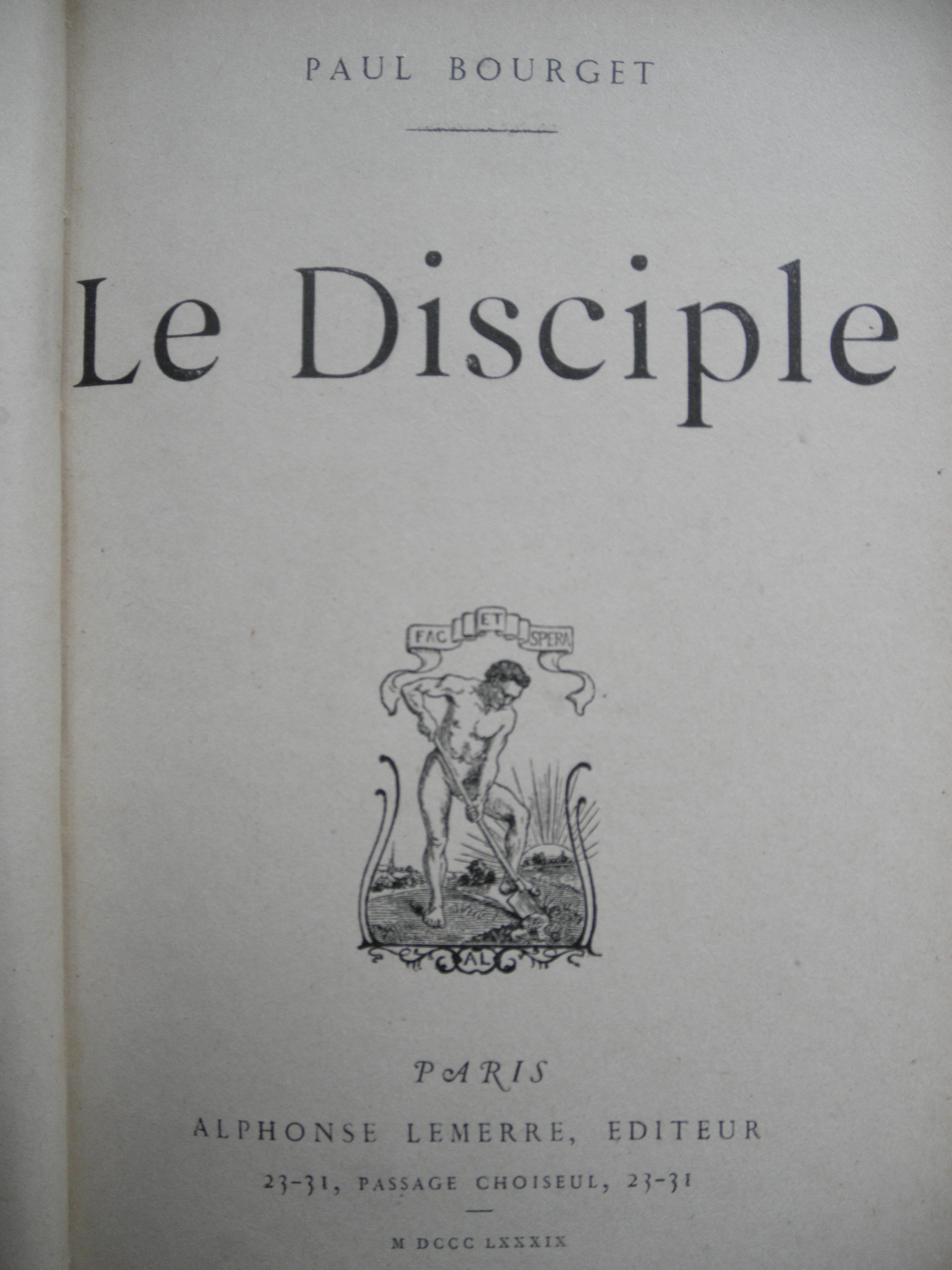
Page de titre de l'édition originale du Disciple, publiée chez Alphonse Lemerre en 1889.

Le Disciple connaît un succès retentissant et immédiat puisqu'en six semaines, Alphonse Lemerre a vendu 22 000 exemplaires. La critique est unanime pour dire que ce roman est « un événement littéraire » (Le Gaulois), un « livre de premier ordre » (Les Débats), une « œuvre puissante qui révolutionne la France à juste titre » (La Nouvelle Revue), « l'un des chefs-d'œuvre de notre langue » (La Revue bleue) ou « le plus beau et le plus viril des romans » (Polybiblion). La préface du roman, véritable leçon de morale et mise en garde, est très remarquée par la critique ; le Figaro la publie dans son numéro du 17 juin 1889.
Lorsqu'il découvre le livre, Hippolyte Taine croit se reconnaître dans les traits d'Adrien Sixte. L'impression douloureuse que lui cause la lecture du Disciple le conduit à adresser à Paul Bourget une lettre attristée le 29 septembre 1889. Dans la préface à la réédition du Disciple aux éditions Nelson (1910), Théodore de Wyzewa revient sur l’impression que produisit le roman sur les hommes de lettres de sa génération :
« Nous entendions que M. Paul Bourget partageât toutes les opinions qui nous étaient chères, et au premier rang desquelles figurait une foi absolue de l'œuvre d'art sur le reste des choses. La doctrine que nos devanciers avaient appelée « l'art pour l'art » avait eu beau changer de nom au cours des années : elle continuait à nous apparaître comme la première, l'unique vérité. Nous ne souffrions pas que l'artiste, et en particulier l'homme de lettres, eût jamais à se préoccuper de la portée morale de son œuvre, ni de ses conséquences dans la vie pratique.
« Chacun de nous avait l'impression que M. Bourget, auteur d'audacieuses études de psychologie contemporaine, ironiste désabusé, s'accordait avec nous dans cette fière indifférence à l'égard d'une réalité bassement "bourgeoise" ».

### Querelle duDisciple

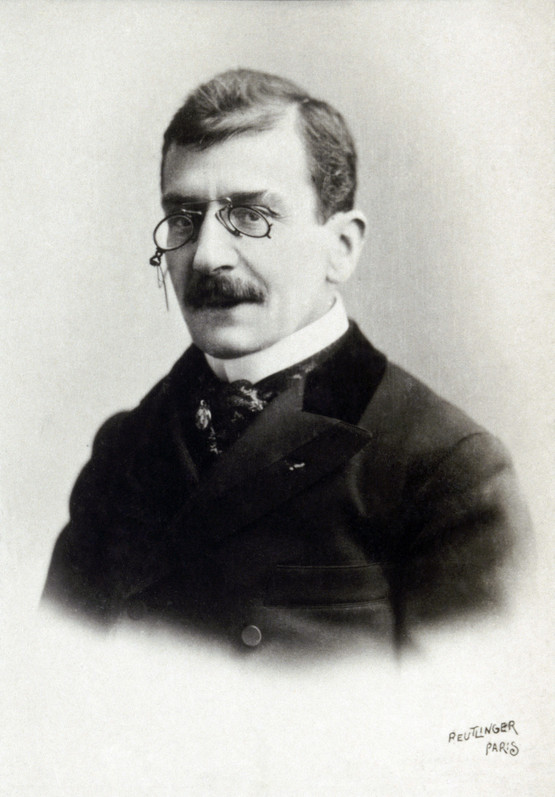
Ferdinand Brunetière, morale et tradition.

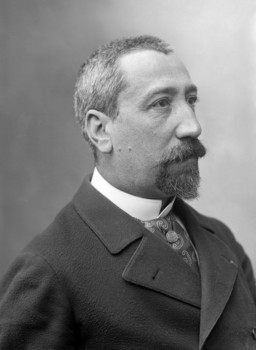
Anatole France, la libre pensée.

La publication du Disciple provoque un débat de fonds entre les tenants de la libre pensée, qui réfutent la vision traditionaliste de cet ouvrage, défendant la primauté de la science et représentés par Anatole France, et d'autre part les partisans de la morale et de la tradition, soutenus par Ferdinand Brunetière, qui placent la morale au-dessus de la pensée humaine. « Discrédit de la morale ou discrédit de la science : voilà les deux impressions totales que laisse ce livre » (Hippolyte Taine, 1889).
Cependant, comme le souligne Édouard Rod en 1891, « le développement de Paul Bourget a été si rapide que l'homme nouveau est né en lui avant que l'homme ancien ait achevé de périr. C'est ainsi que, si la préface du Disciple est l'œuvre du premier, le roman lui-même est encore en grande partie du second […] Le cas de M. Bourget est donc assez singulier ; ce n'est pas seulement celui d'un développement rapide qui, en peu d'années, a porté un écrivain à l'extrême opposé du but qu'il semblait poursuivre ; c'est celui d'un conflit entre deux êtres qui se partagent une seule conscience et se la disputent. Ce conflit est douloureux et contribue pour beaucoup à l'impression trouble que dégagent des livres comme Le Disciple, non seulement par leur sujet, mais par l'incertitude d'esprit, par les vacillements d'âme qu'ils trahissent chez l'auteur. »

## Postérité du roman
En posant le problème de la responsabilité de l'écrivain, Le Disciple devient, au début du XXe siècle et pour toute une génération d'écrivains convertis, une œuvre qui permet de montrer, contre la libre-pensée, que « ce qui est immoral ne peut être vrai ». Paul Bourget s'inscrit parfaitement dans la doctrine de l'Église qui exclut que toutes les conceptions puissent avoir droit de cité ; c'est ce que Ferdinand Brunetière veut faire admettre lors de la querelle qui l'oppose à Anatole France : la vérité est bien déterminée par ses conséquences sociales. Selon le philosophe George Fonsegrive, l'influence de Lamennais est certaine. Après la loi Falloux (1850), qui libéralise l'enseignement catholique, un milieu propice aux conversions se forme, jusqu'à la fin des années 1880, et Le Disciple est paru en 1889.
Les thèmes de la culpabilité du savant et de la crise des valeurs du monde moderne n'ont pas cessé d'être exploités. La littérature italienne porte l'empreinte des amitiés et des nombreux voyages transalpins, de Paul Bourget : Gabriele D'Annunzio s'inspire ainsi du Disciple pour son Triomphe de la mort (1894).
Ce roman est adapté en feuilleton radiophonique en 1960 sous le titre : L'Affaire Greslou.